# إبراهيم العبسي

إبراهيم محمد إسماعيل سعد العبسي، أديب أردني، ولد عام 1945 في قرية الدوايمة التابعة لمدينة الخليل وتوفي في 11 آذار عام 2016 في عمّان.

## الدراسة
أكمل إبراهيم العبسي المرحلة الابتدائية في مخيم عين السلطان، والمرحلة الثانوية في مخيم عقبة جبر في أريحا. التحق بمعهد المعلمين في بلدة حوارة في مدينة إربد.

## العمل
عمل العبسي مدرّساً في وزارة التربية والتعليم حتى سنة 1989. كما عمل محرراً ثقافياً في مجلة "الأفق الاقتصادي" عام 1982. عمل كاتباً ومحرراً ثقافياً في صحيفة الدستور الأردنية منذ عام 1984. ثم التحق بصحيفة صوت الشعب للعمل كمحرر ثقافي ومدير تحرير الملحق الأسبوعي بين عامي 1984 و1989؛ إضافة لذلك، كان يكتب مقالة أسبوعية لزاوية "7 أيام" في صحيفة الرأي الأردنية" في الفترة بين عامي 1992 و1999.
كان العبسي عضواً في رابطة الكتاب الأردنيين، وتولّى رئاستها بين عامي 1995 و1997. كما كان عضواً في اتحاد الكتاب والصحفيين الفلسطينيين، واتحاد الكتّاب العرب في سورية.

## مؤلفاته
صدرت له المجموعة القصصية «المطر الرمادي» في عمّان عام 1977. ثم صدرت مجموعته القصصية الثانية «الخيار الثالث» عن دار الفارابي في بيروت عام 1981. وقد أعيد طبع المجموعتَين في كتاب أصدرته وزارة الثقافة في السلطة الوطنية الفلسطينية سنة 1999.
ترجمت مجموعة من قصصه في «أنطولوجيا الأدب الفلسطيني» ضمن مجموعة قصص مشتركة باللغة الإنجليزية صدرت عن منشورات الجيوسي في الولايات المتحدة عام 1992 و«أنطولوجيا القصة القصيرة الفلسطينية» التي صدرت ضمن مجموعة مشتركة عن دار الكرمل واليونسكو في عمان عام 1990 إلى اللغات الروسية والإنجليزية والإيطالية. ونال جائزة محمود سيف الدين الإيراني للقصة القصيرة من رابطة الكتّاب الأردنيين سنة 1975.
أما مؤلّفاته التي أنتجت تلفزيونياً كمسلسلات فمنها مسلسل «رياح الليل» الذي أخرجه عروة زريقات، و«وجوه وأقنعة» الذي أخرجه موفق الصلاح، و«الحطب والنار» الذي أخرجه نجدة إسماعيل أنزور وعروة زريقات، و«المتاهة» الذي أخرجه نجدة أنزور. كتب سيناريوهات بعض الأفلام التلفزيونية كفيلم «رحلة صيد» الذي أخرجه نجدة أنزور، وفيلم «امرأتان» الذي أخرجه عزمي مصطفى، وفيلم «الخروج من دائرة الصمت» عن قصة إلياس خوري.